# Гагаринский тоннель
Гага́ринский тонне́ль — трёхъярусный автомобильный и железнодорожный тоннель в Москве, расположенный на Третьем транспортном кольце, проходит под площадью Гагарина. Протяжённость автомобильного тоннеля около 1100 м, железнодорожного — около 900 м. Сдан в эксплуатацию в декабре 2001 года.
Тоннель имеет по 4 полосы для автотранспорта в обе стороны, железнодорожная секция — два главных пути.
Внутри тоннеля проходит двухпутный электрифицированный участок Малого кольца Московской железной дороги с расположенной на нём платформой МЦК Площадь Гагарина. Пуск пассажирского движения состоялся 10 сентября 2016 года в рамках создания городской электрички МЦК. Весь тоннель находится в границах станции Канатчиково, основное путевое развитие которой начинается сразу к юго-востоку от тоннеля. Это единственный тоннель на Малом кольце МЖД.

## История

### Создание
Гагаринский тоннель сооружён в ходе реконструкции Третьего транспортного кольца. Находится на высоком правом берегу Москвы-реки, является продолжением Андреевского моста. Имеет неглубокое залегание, состоит из двух труб шириной 20 метров, которые разделены между собой непроницаемой перегородкой. Допустимая скорость движения транспорта в тоннеле составляет 100 км в час. В часы пик по тоннелю проезжает от 5 до 7 тыс. автомобилей ежечасно.
Правый по ходу движения в тоннеле проезд предназначен для выезда на Ленинский проспект для движения в сторону центра, левый — для выезда с улицы Косыгина на проспект 60-летия Октября. По перекрытию тоннеля проходит проезжая часть Ленинского проспекта и благоустроенная пешеходная зона.
Тоннель оборудован системами видеонаблюдения постов ДПС и ГУП «Гормост», системами тушения огня и дымоудаления, а также эвакуационными выходами на случай чрезвычайных происшествий.
Ранее проходившие по поверхности железнодорожные пути Малого кольца МЖД по завершении строительства тоннеля перенесли внутрь него.
Тоннель проходит над станцией метрополитена «Ленинский проспект», построенной открытым способом на малой глубине в водонасыщенных песчаных грунтах. Расстояние между кровлей станции и обделкой тоннеля составляет от 85 см до 3.8 м. Для исключения воздействий на конструкции станции и предотвращения осадки грунта, на участке длиной 60 м все секции тоннеля выполнены в виде моста, опирающегося на девять подземных опор в виде куста из 6-12 буронабивных свай-стоек, объединённых железобетонными ростверками толщиной 2.5 м. Буронабивные сваи переменного диаметра 1.5-1.35 м опираются на твёрдые известняковые породы, расположенные на глубине 65 м (вместо обычной для Москвы глубины 20-30 м).  

### Капремонт

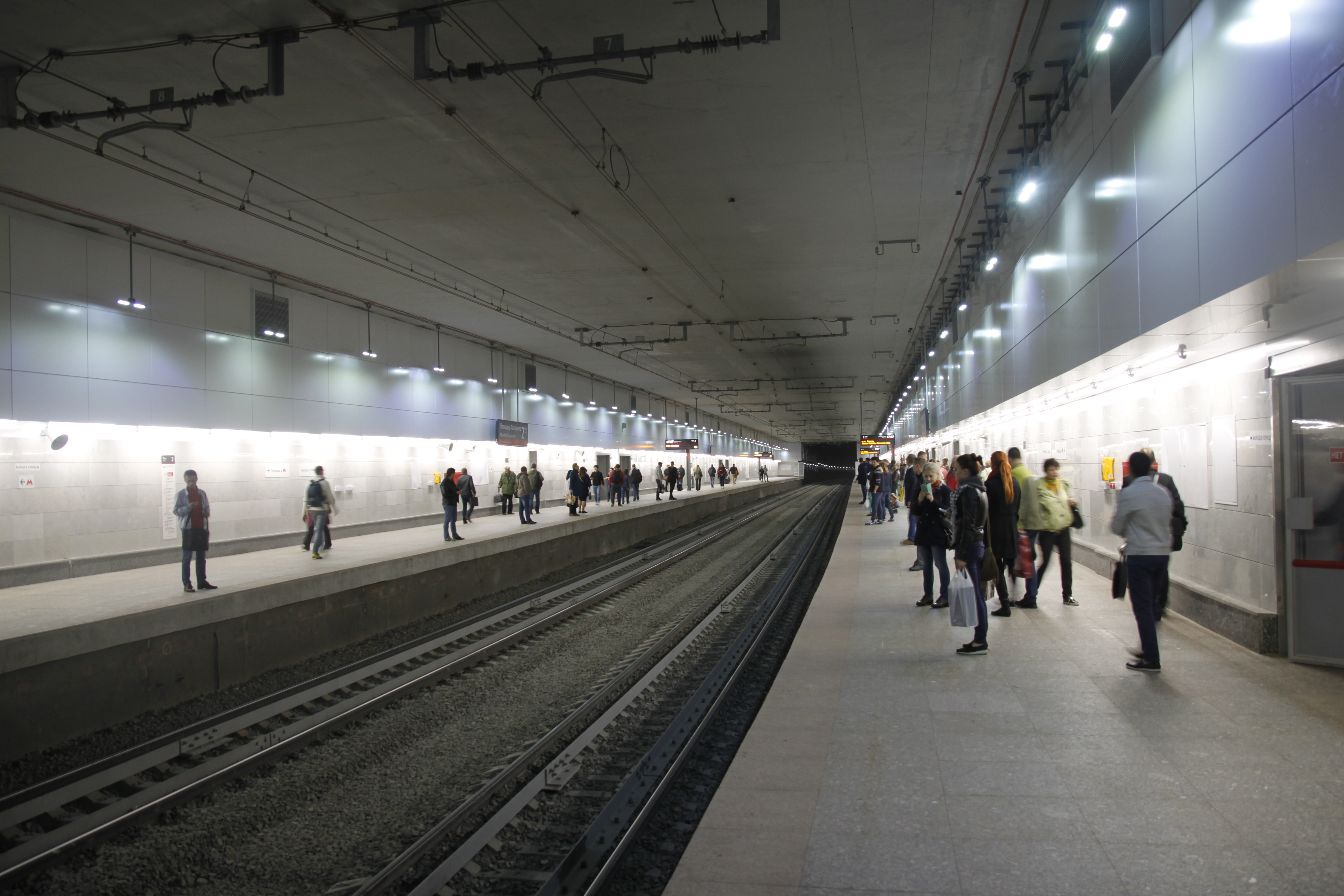
Подземная платформа Площадь Гагарина в железнодорожном тоннеле

С 2013 года ведётся капитальный ремонт тоннеля, в ходе которого планируется заменить перекрытия тоннеля, отремонтировать стены, колонны и ригели, провести ремонт проезжей части и тротуаров, переустроить транзитные коммуникации и систему наружного освещения.
До 2016 года в тоннеле проводились работы по реконструкции железнодорожной линии для организации пассажирского движения. Во время работ уложены высокопрочные рельсы австрийского производства, пассажирская платформа Площадь Гагарина оборудована трансфером на станцию метрополитена «Ленинский проспект». Железнодорожный тоннель с 2001 года на баланс ОАО «РЖД» не принят и находится на балансе Госкомимущества РФ.

### МПЦ
Центром управления поездной работой в Гагаринском тоннеле является блокпост микропроцессорной централизации (МПЦ) стрелок и сигналов типа «Ebilock-950», разработанный канадской компанией Bombardier Transportation.